# Палестрина
Палестрина (итал. Palestrina) је насеље у Италији у округу Рим, региону Лацио.
Према процени из 2011. у насељу је живело 14925 становника. Насеље се налази на надморској висини од 410 м.

## Становништво
Према резултатима пописа становништва 2011. у општини је живело 20.498 становника.
| 1931. | 1936. | 1951. | 1961.  | 1971.  | 1981.  | 1991.  | 2001.  | 2011.  |
| ----- | ----- | ----- | ------ | ------ | ------ | ------ | ------ | ------ |
| 8.166 | 8.398 | 9.221 | 10.307 | 11.533 | 13.386 | 15.802 | 17.234 | 20.498 |

## Партнерски градови
- Фисен
- Бјевр